# Cheddikulama straminea
Cheddikulama straminea är en bönsyrseart som först beskrevs av Giglio-tos 1927.  Cheddikulama straminea ingår i släktet Cheddikulama och familjen Toxoderidae. Inga underarter finns listade i Catalogue of Life.